# José Arias Teijeiro
José Arias Teijeiro y Correa (Pontevedra, 1799-Ramallosa, 29 de septiembre de 1867) fue un militar carlista español. 

## Biografía
Nacido en Pontevedra en 1799, fue bautizado como José Antonio María de la O Romualdo el 6 de febrero de dicho año en la basílica de Santa María la Mayor de su ciudad natal. Estudió leyes en la Universidad de Santiago de Compostela y fue fiel seguidor de la causa realista frente a los liberales, por lo que en 1821 tuvo que huir a Portugal. Cuando se restauró el absolutismo de Fernando VII pudo regresar a Madrid donde continuó sus estudios y obtuvo un puesto en la Secretaría de Estado y en el Despacho de Gracia y Justicia.
En 1830 fue nombrado alcalde del Crimen de la Audiencia de Galicia. Implicado en la causa carlista, fue destituido de este cargo a la muerte de Fernando VII. En 1835 se incorporó al séquito de don Carlos y fue nombrado subsecretario de Gracia y Justicia. Fue gran amigo y colaborador del obispo de León Joaquín Abarca. Fue persona de confianza y consejero del príncipe aspirante quien le dio la administración no solo de Justicia sino de los tres ministerios más importantes: Estado, Hacienda y Guerra.
Enemigo y perseguidor de Maroto, intrigante en las conjuras para el asesinato de este, tuvo que escapar y cruzar la frontera cuando Maroto asumió la jefatura del ejército del Norte. Cuando la guerra carlista terminó con el Convenio de Vergara, Teijeiro huyó a Francia y allí dedicó su vida al estudio de las ciencias naturales sobre todo en la especialidad de entomología. En 1864 regresa a España, donde fallece el 29 de septiembre de 1867.